# Měník
Měník település Csehországban, a Hradec Králové-i járásban. Měník Barchov, Kosice, Kosičky, Nový Bydžov, Mlékosrby, Prasek, Humburky, Zdechovice és Zachrašťany településekkel határos. Lakosainak száma 642 fő (2024. január 1.).

## Népesség
A település lakosságának változását az alábbi diagram mutatja:
| Lakosok száma | 1109 | 1109 | 977  | 634  | 562  | 530  | 605  | 595  | 595  | 642  |
|               | 1869 | 1890 | 1921 | 1950 | 1980 | 2001 | 2017 | 2019 | 2022 | 2024 |